# Copa de Oro 2022
La Copa de Oro 2022 fue la primera edición de este torneo que reúne a los ocho primeros equipos clasificados al terminar la primera rueda del Torneo de AFA de Primera División.
Esta copa se disputó con el formato de eliminación directa a partido único en cancha neutral. Se enfrentaron los 8 mejores clasificados de la primera rueda del Campeonato de Primera División por ordenamiento. Los cuartos de final se disputaron en los estadios de CeNARD, Ferro Carril Oeste y Racing Club, mientras que las semifinales y la final se disputaron en el Polideportivo Islas Malvinas de Mar del Plata donde resultó campeón el Club Atlético San Lorenzo de Almagro.

## Equipos participantes
| Club                                                     | Barrio / Localidad | Distrito                  |
| -------------------------------------------------------- | ------------------ | ------------------------- |
| Sportivo Barracas                                        | Barracas           | Ciudad de Buenos Aires    |
| Camioneros                                               | Esteban Echeverría | Provincia de Buenos Aires |
| Estudiantes                                              | Caseros            | Provincia de Buenos Aires |
| Pacífico                                                 | Villa del Parque   | Ciudad de Buenos Aires    |
| San Lorenzo                                              | Boedo              | Ciudad de Buenos Aires    |
| Asturiano                                                | Vicente López      | Provincia de Buenos Aires |
| Racing                                                   | Avellaneda         | Provincia de Buenos Aires |
| Sindicato de Empleados de Comercio de Lanús y Avellaneda | Avellaneda         | Provincia de Buenos Aires |

## Fase Final
|  | Cuartos de final       | Cuartos de final       | Cuartos de final  |                   |                        | Semifinales            | Semifinales | Semifinales |  |                        | Final                  | Final | Final |  |
|  |                        |                        |                   |                   |                        |                        |             |             |  |                        |                        |       |       |  |
|  |                        |                        |                   |                   |                        |                        |             |             |  |                        |                        |       |       |  |
|  | San Lorenzo de Almagro | San Lorenzo de Almagro | 9                 |                   |                        |                        |             |             |  |                        |                        |       |       |  |
|  | San Lorenzo de Almagro | San Lorenzo de Almagro | 9                 |                   |                        |                        |             |             |  |                        |                        |       |       |  |
|  | SECLA                  | SECLA                  | 0                 |                   |                        |                        |             |             |  |                        |                        |       |       |  |
|  | SECLA                  | SECLA                  | 0                 |                   | San Lorenzo de Almagro | San Lorenzo de Almagro | 2           |             |  |                        |                        |       |       |  |
|  |                        |                        |                   |                   | San Lorenzo de Almagro | San Lorenzo de Almagro | 2           |             |  |                        |                        |       |       |  |
|  |                        |                        | Racing Club       | Racing Club       | 1                      |                        |             |             |  |                        |                        |       |       |  |
|  | Racing Club            | Racing Club            | Racing Club       | Racing Club       | 1                      | 5                      |             |             |  |                        |                        |       |       |  |
|  | Racing Club            | Racing Club            |                   |                   |                        |                        |             |             |  |                        |                        |       |       |  |
|  | Pacífico               | Pacífico               | 0                 |                   |                        |                        |             |             |  |                        |                        |       |       |  |
|  | Pacífico               | Pacífico               | 0                 |                   |                        |                        |             |             |  | San Lorenzo de Almagro | San Lorenzo de Almagro | 3     |       |  |
|  |                        |                        |                   |                   |                        |                        |             |             |  | San Lorenzo de Almagro | San Lorenzo de Almagro | 3     |       |  |
|  |                        |                        | Sportivo Barracas | Sportivo Barracas | 2                      |                        |             |             |  |                        |                        |       |       |  |
|  | Sportivo Barracas      | Sportivo Barracas      | Sportivo Barracas | Sportivo Barracas | 2                      | 3                      |             |             |  |                        |                        |       |       |  |
|  | Sportivo Barracas      | Sportivo Barracas      |                   |                   |                        |                        |             |             |  |                        |                        |       |       |  |
|  | Camioneros             | Camioneros             | 1                 |                   |                        |                        |             |             |  |                        |                        |       |       |  |
|  | Camioneros             | Camioneros             | 1                 |                   | Sportivo Barracas      | Sportivo Barracas      | 3           |             |  |                        |                        |       |       |  |
|  |                        |                        |                   |                   | Sportivo Barracas      | Sportivo Barracas      | 3           |             |  |                        |                        |       |       |  |
|  |                        |                        | Estudiantes       | Estudiantes       | 0                      |                        |             |             |  |                        |                        |       |       |  |
|  | Estudiantes            | Estudiantes            | Estudiantes       | Estudiantes       | 0                      | 6                      |             |             |  |                        |                        |       |       |  |
|  | Estudiantes            | Estudiantes            |                   |                   |                        |                        |             |             |  |                        |                        |       |       |  |
|  | Centro Asturiano       | Centro Asturiano       | 2                 |                   |                        |                        |             |             |  |                        |                        |       |       |  |
|  | Centro Asturiano       | Centro Asturiano       | 2                 |                   |                        |                        |             |             |  |                        |                        |       |       |  |
|  |                        |                        |                   |                   |                        |                        |             |             |  |                        |                        |       |       |  |

|                                            |
|                                            |
| Campeón San Lorenzo de Almagro 1.er título |